# Comisa
Comisa (in croato Komiža) è un comune della Croazia sull'Isola di Lissa appartenente alla regione spalatino-dalmata. Il Comune, che comprende anche l'arcipelago di Pelagosa, conta 1 395 abitanti. Il villaggio di Comisa sorge ai piedi del monte Colmo o San Giorgio (Hum, 585 m.).

## Storia
Come tutta l'isola di Lissa, Comisa fece parte per lungo tempo della Repubblica di Venezia e quindi, dopo un breve intermezzo napoleonico, dell'Impero austriaco e, dopo la prima guerra mondiale, della Jugoslavia. Durante la seconda guerra mondiale fu un comune della Provincia di Spalato, suddivisione amministrativa del Governatorato della Dalmazia, dipendente dal Regno d'Italia dal 1941 al 1943, per poi ritornare alla Jugoslavia alla fine della guerra, fino alla sua dissoluzione.
Le isole di Pelagosa invece, già parte del Regno delle Due Sicilie, appartennero all'Italia dal 1861 al 1873 sotto la provincia di Foggia, quindi furono soggette all'Impero austro-ungarico fino alla fine della prima guerra mondiale. Passate all'Italia, fecero parte dal 1920 al 1941 della provincia di Zara e dal 1941 al 1943 della provincia di Spalato. Alla fine della seconda guerra mondiale, anch'esse passarono alla Jugoslavia.

## Società

### Evoluzione demografica
Abitanti censiti

### La presenza autoctona di italiani
Vi fu in passato una presenza storica di italiani autoctoni che abitarono per secoli, la penisola dell'Istria e le coste e le isole del Quarnaro e della Dalmazia, territori che furono della Repubblica di Venezia. La presenza degli italiani a Comisa scomparve quasi del tutto in seguito agli esodi che hanno seguito la prima e la seconda guerra mondiale.
Secondo i censimenti asburgici la minoranza italiana contava 1197 abitanti nel 1880, 52 nel 1890 e 37 nel 1900.

## Geografia antropica

### Suddivisioni amministrative
Il comune di Comisa è suddiviso in 10 frazioni (naselja) ed isole, di seguito elencate. Tra parentesi il nome in lingua italiana, spesso desueto.
- Biševo (Busi)
- Borovik (Borrovich[7])
- Duboka (Dubocca[8] o Marincovich[8])
- Komiža (Comisa[2][9])
- Oključna (Porto Chiave[10])
- Palagruža (Pelagosa[2])
- Podhumlje (Piedicolmo[11])
- Podšpilje (Pospiglie[11])
- Sveti Andrija (S. Andrea[2])
- Žena Glava (Zenaglava[10] o Sfilicich/Sena Glava[7])

## Economia
L'economia comunale si basa essenziale sul turismo, sulle attività del piccolo porto e su alcune fabbriche per la lavorazione del pesce, oltre che sulla pesca.

## Monumenti e luoghi d'interesse

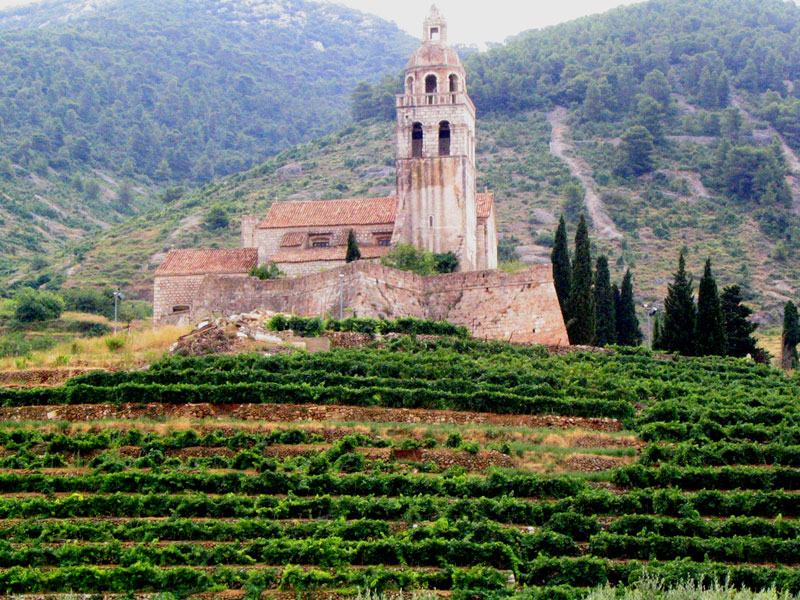
Il Monastero di San Niccolò.

Il villaggio di Comisa conserva un castello veneziano del 1585 che domina il porto, oltre ad alcune residenze nobiliari e varie chiesette di epoca rinascimentale. Sulla collina accanto all'abitato si trova un antico monastero benedettino, fondato nel XIII secolo,  ma rifatto nel XVII secolo. Il complesso è circondato da mura ed una torre di difesa del 1645. Al suo interno l'antica chiesa di San Nicola, patrono del villaggio.

## La festa di San Nicola
Ogni anno, il 6 dicembre, si festeggia a Comisa San Nicola (Sveti Mikula in croato), il patrono di viandanti, marinai e pescatori, e davanti alla chiesa parrocchiale dedicata al santo si brucia una nave offerta in sacrificio.